# Bobby Rogers

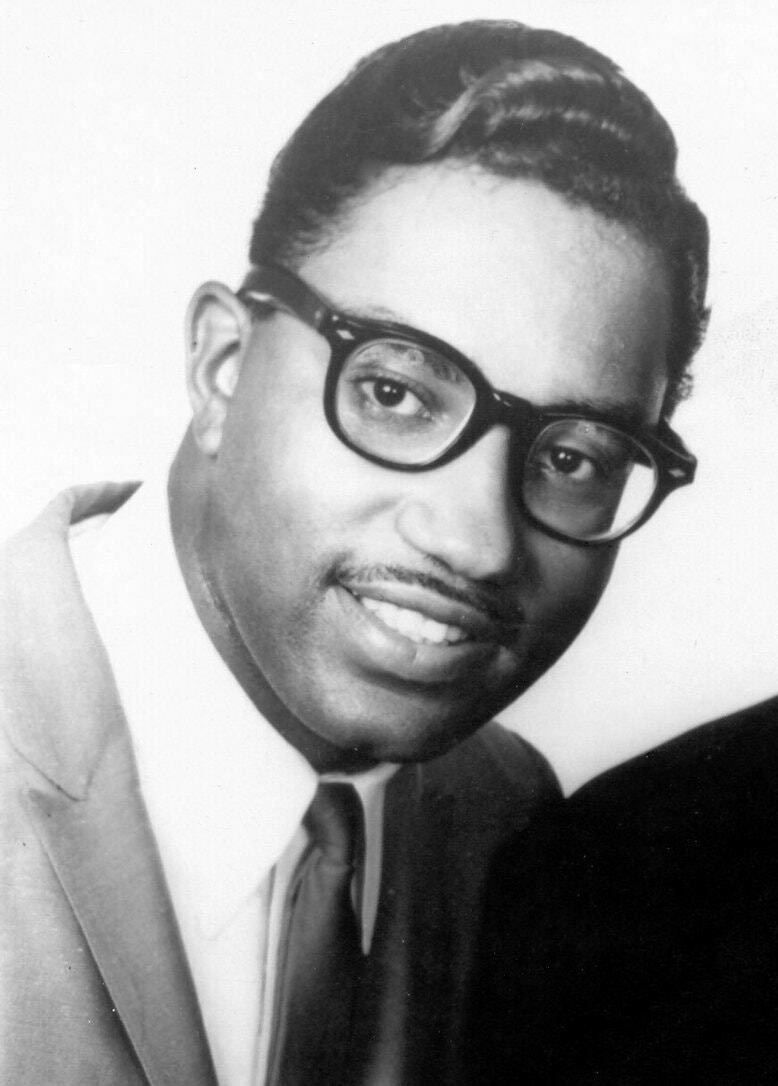

Robert E. (Bobby) Rogers (Detroit, 19 februari 1940 – aldaar, 3 maart 2013) was een Amerikaans soulzanger en liedjesschrijver, bekend van de band The Miracles waar hij met tussenpozen van 1958 tot 2011 deel van uitmaakte. Met The Miracles werd Rogers in 2012 opgenomen in de Rock and Roll Hall of Fame.

## Biografie
Rogers werd op dezelfde dag en in hetzelfde ziekenhuis geboren als Smokey Robinson, met wie hij later zou samenwerken in The Miracles. Met de single "Shop Around" (1960) had de band een nummer-1 hit, en tevens was dit nummer voor het Motown label de eerste nummer-1 op de R&B singles chart. In 1970 had de band zijn grote internationale hit "The tears of a clown".
Rogers trouwde op 18 december 1963 met Wanda Young, zangeres bij The Marvelettes. Het huwelijk hield stand tot 1975. Zij kregen een aantal kinderen. In 1981 trouwde Rogers op zijn verjaardag met Joan Hughes in een ceremonie die werd uitgevoerd door Cecil Franklin, de oudere broer van Aretha Franklin in de historische New Bethel Baptist Church. Met Hughes kreeg Rogers vier kinderen: Bobbae, Gina, Kimberly en Robert III. 
Bobby Rogers overleed na een langdurige ziekte.
- Bibsys: 8023605
- Bibliothèque nationale de France: cb147748356 (data)
- Gemeinsame Normdatei: 1175595225
- International Standard Name Identifier: 0000 0000 1917 7050
- Library of Congress Control Number: n00066840
- MusicBrainz: 06097e74-a01c-40c9-9b81-82b6ca09981e
- Virtual International Authority File: 44564958
- WorldCat: E39PBJp69MbWDWcwbw7cxV86Kd